# حور أشعر
حور أشعر (الاسم العلمي:Populus pilosa) هي نوع نباتي يتبع جنس الحور من الفصيلة الصفصافية.  